# 三岳酒造
三岳酒造（みたけしゅぞう）とは、鹿児島県熊毛郡屋久島町で焼酎を製造・販売している酒造所である。

## 沿革
1958年（昭和33年）、姶良郡の栗野酒造株式会社を買収し、現在地に移転、三岳酒造株式会社に商号を改め、操業を開始。県議会議員であった初代社長・佐々木一雄が操業開始。現在2代目。
開業の苦労も銘水のおかげで、現在に至る。

## 銘柄
- 三岳
- 愛子 三岳（みたけ）芋
- やくしま（やくしま）芋
- 酔ふよう（すいふよう）芋
- 屋久の石楠花（やくのしゃくなげ）芋
- 愛子（あいこ）芋
- 恋どまり（こいどまり）芋
- 縄文（じょうもん）芋
- とし（とし）芋
- トロが行く（とろがいく）芋
- 寿司一ばん支店（すしいちばんしてん）芋